# GameRevolution
GameRevolution (abans Game-Revolution) és una pàgina web de videojocs creat l'any 1996. Amb seu a Berkeley, Califòrnia, la web inclou ressenyes, visualitzacions prèvies, una àrea de descàrrega de jocs, trucs i una botiga de mercaderies, així com còmics web, captures de pantalla i vídeos. Les seves pàgines inclouen articles que satiritzen Jack Thompson, E³, el bombo que envolta les consoles de nova generació i la polèmica dels videojocs. La web també ha participat en campanyes de màrqueting per a videojocs, com Gauntlet: Seven Sorrows.

## Història
La corporació Net Revolution, Inc. va ser fundada l'abril de 1996 a Califòrnia per Duke Ferris com una companyia accionista i com a publicador del lloc web de GameRevolution. Ferris va servir com a president de l'empresa fins que va ser adquirida el 2005 per Bolt Media.

### Electronic Entertainment Expo
El personal de GameRevolution són jutges anuals a l'Electronic Entertainment Expo. Duke Ferris va tornar per qualificar el l'expo de 2008. Potser l'any més influent per a GameRevolution a l'E3 va ser el 2000, on van convidar Jerry Holkins i Mike Krahulik de Penny Arcade per ajudar-los. També van atorgar a Black & White el premi Best of E3.

### Compra per CraveOnline
Després de la fallida de Bolt Media, Inc., el lloc d'entreteniment per a homes CraveOnline (una divisió d'Atomic Online) va comprar GameRevolution per una altra suma no revelada. Des de llavors, s'ha integrat com a part de la comunitat CraveOnline sense deixar de ser un lloc popular per si mateix. La compra va ser anunciada el 25 de febrer de 2008.